# The Old Man and the Lisa
"The Old Man and the Lisa" är avsnitt 21 av åttonde säsongen av Simpsons och sändes 20 april 1997. Avsnittet vann en Environmental Media Award och regisserades av Mark Kirkland och skrevs av John Swartzwelder.
I avsnittet går Mr. Burns i konkurs och ber Lisa att hjälpa honom att bli rik igen, under förutsättning att han inte kommer att göra något ont. De två börjar tjäna pengar på återvinning. Efter ett tag har Mr Burns fått tillräckligt med pengar för att starta sin egen återvinningsanläggning. Dock visar han sig fortfarande vara ond, och visar att återviningsstationen mosar levande fiskar för att göra mat. Han säljer sedan anläggningen för 120 miljoner dollar och ger Lisa 10% av vinsten, något som hon avböjer.
Bret Hart medverkar som sig själv. "The Old Man and the Lisa" innehåller kulturella referenser till TV-serien That Girl.

## Handling
Mr Burns håller ett tal inför "Junior Achievers Club" på Springfield Elementary School och efter att han fört ett samtal med Lisa, inser han att han inte har så mycket pengar som han trodde att han hade. Han upptäcker att han hade förlorat en massa pengar och bestämmer sig för att investera på aktiemarknaden för att få tillbaka den. Han gör emellertid dåliga investeringar och blir bankrutt. Lenny blir ny VD på kärnkraftverket och bostaden säljs till Bret Hart.
Mr Burns flyttar in till Smithers. Han vill vara till nytta, och Burns beslutar sig för att hjälpa Smithers genom att handla mat. I livsmedelsbutiken blir han förvirrad av ketchup och catsup, vilket gör att specerihandlarna skickar Burns till Springfield Retirement Castle. Där möter han Lisa igen. Han ser att hon är bestämd och smart, och ber henne att hjälpa honom att återfå sitt imperium. Hon går så småningom med på att hjälpa honom. Villkoret är att han inte gör något ont, och de två börjar tjäna pengar genom återvinning.
Mr Burns har blivit en bättre människa och Lisa tror att han har förändrats. Så småningom tjänar Burns så mycket pengar att han kan öppna sin egen återvinningsanläggning. Vid invigningen visar Burns anläggningen för Lisa och hur byggnaden är gjord av återvunnet material. Till en början är Lisa imponerad, men sedan visar Burns henne "den bästa delen". Han har tagit en idé från en demonstration som Lisa hade gett honom tidigare, och "förbättrat" den till ett nät för att fånga fiskar, som används för att tillverka "Li'l Lisa's Patented Animal Slurry", en sörja av mosad fisk. Lisa är skräckslagen, och inser att Burns inte bara är ond, utan blir ännu mer ond när han försöker att vara god. Hon försöker stoppa återvinningsprogrammet som hon själv har satt igång, utan att lyckas.
Mr Burns besöker senare Lisa och berättar att han har sålt återvinningsanläggningen för 120 miljoner dollar, och att han har beslutat att ge henne 10% av vinsten. Lisa bestämmer att hon inte kan acceptera hans pengar, vilket gör att Homer får fyra hjärtinfarkter samtidigt. På sjukhuset ber Lisa Homer om ursäkt för att hon inte accepterat Mr Burns pengar, som kunde ha hjälpt upp familjens inkomst. Han berättar för henne att han förstår det hon gjorde, men säger att de 12 000 dollarna hade varit trevligt. Lisa svarar att 10% av 120 miljoner inte är 12 000, och när hon säger till honom att det verkligen är 12 miljoner dollar, drabbas Homer av hjärtstillestånd och läkarna rusar mot honom.

## Produktion
Avsnittets idé kom av David S. Cohen, och skrevs av John Swartzwelder. Författarna ville att avsnittet skulle visa att Burns går i konkurs och hur Burns skulle vara som person i den verkliga världen. Tanken med återvinningsanläggning var att Burns inte hade någon ond plan, men att han själv inte kunde förändras. Att Burns verkligen ville försöka förändras visades i slutet, när han försökte ge Lisa sin andel av vinsten, men Lisa vägrade.
Bret Hart gästskådespelar som sig själv, mot att han ska ha på sig sina rosa brottningskläder. Inför avsnittet skrev medierna korrekt att Hart skulle köpa Mr. Burns hem, men felaktigt att Bret brottades med Mr Burns för att få hans hus.

## Kulturella referenser
När Burns går igenom affären bygger det på ett falskt rykte om att George H. W. Bush besökte en butik och var förvirrad. I det ursprungliga utkastet för avsnittet träffade Burns på Bush.
När Mr Burns säger: "Shine On You Crazy Diamond" till en hippie är det en hänvisning till Pink Floyds låt med samma namn. Hippien svarar med att säga att Burns måste sluta leva i det förflutna. Hans röst är baserad på Dennis Hoppers karaktär i Apocalypse. "Achy Breaky Heart", en sång av Billy Ray Cyrus, spelas upp på ålderdomshemmet.
Scenen där Mr Burns jagar Lisa genom stan är en parodi på öppningen till TV-serien That Girl. Scenen där Lisa springer genom stan och meddelar att återvinning är ont parodierar avslutningsscenen i Soylent Green.

## Mottagande
"The Old Man and the Lisa" fick 1997 en Environmental Media Award i kategorin "TV Episodic Comedy".